# 多田宏
多田 宏（ただ ひろし、1929年12月14日 - ）は、日本の武道（合気道）家。合気道九段。東京府（現・東京都）出身。

## 略歴
第一東京市立中学（現東京都立九段高等学校）、早稲田大学卒業。大学在学中は空手部に在籍し、船越義珍に師事した。
大学在学中の1950年に、植芝道場に入門し、植芝盛平、植芝吉祥丸に師事する。
その後、天風会・中村天風、一九会道場・日野正一らに師事。
合気道本部道場、防衛庁、学習院大学、慶應義塾大学、東京大学合気道気錬会、早稲田大学合気道会などの師範を務める。また、イタリアをはじめ世界各国でも活動する。
1994年に日本武道協議会より武道功労者表彰。
2019年にイタリア政府よりイタリア共和国功労勲章を受勲。

## エピソード
- 多田家は13世紀頃から対馬守護宗氏に仕え、江戸時代には対馬藩の家老を輩出する名門だった。また日置流弓術竹林派を家伝とし、多田宏自身幼い頃から弓術を学んでいた[2]。
- 入門から6ヶ月で初段を允可され、以降も6段までは1年毎に昇段した。これは昇段に関して明確な規定がなかった当時としても異例の速さであった[注 1]。また一度も昇段審査を受けたことがない。

## 著作
- 「合気道の呼吸法 (特集 :〈呼吸法〉を知るために ; さまざまな呼吸法と健康法)」『大法輪』第81巻第4号、2014年4月、p.111-114。
- 「合気道は、命の力の高め方、保ち方、使い方を身につける道--合気会本部 師範 合気道九段 多田宏 (特集 深さを知る)」木村郁子（共著）『道』第153号、2007年、p.16-19、p.4。
- 「一人一業(いちにんいちぎょう)・私の生き方 "対峙を超えた心"を求め続ける武道の達人 : 公益財団法人合気会本部師範・合気道九段 多田宏(ただひろし)さん(東京都武蔵野市)」『松下幸之助塾 : PHP business review : PHPビジネスレビュー』第6巻(通号 -) 、PHP研究所、2012年、p.98-101。
- 監修『気の錬磨 : イタリア合気会50周年記念 : 多田宏師範写真集』山本カオリ（企画・編集・撮影）合気道月窓寺道場月合会、2014年。
- 「合気道師範・多田 宏先生の言葉-『いい絵には呼吸がある』」中山真一（著）『愛知洋画壇物語 PART2』風媒社、2016年、〈付録二〉p.421。
- 『現代に活きる武道を目指して』多田宏師範傘寿・植芝道場入門六十周年記念誌刊行委員会、2009年 ISBN 978-4-946374-36-4（非売品）。
- 『合気道に活きる』日本武道館、2018年 ISBN 978-4-583-11194-0

## 関連文献
- 出演『合気道基本技法の真髄』植芝盛平ほか（出演）、DVD、アラン・ゲリエ（出版）、クエスト（販売）、2013年。ビデオディスク 1枚 (44分)。別題『基本技法/第11回全日本合気道演武大会/東京・日本武道館における植芝吉祥丸道主の演武/合気会、鏡開きでの演武/開祖による旧合気会での演武会』
- 内田樹『日本の身体』多田宏（述）、新潮社、2014年。

### 注
1. ↑  ちなみに多田が六段を允可された年齢は28歳だが、現在の合気会の規定では33歳以上で初段允可から20年以上稽古を積んでいなければ六段の允可は認められない。